# Artur Rodrigues
Artur Rodrigues (Lisbona, 4 maggio 1928 – Toronto, 19 giugno 2015) è stato un allenatore di calcio portoghese.

## Biografia
Nativo di Lisbona, Portogallo, dove lavorava per il Banco Fonsecas & Burnay, si trasferì nel 1958 in Canada. Fu molto attivo nella locale comunità portoghese, essendo uno dei fondatori del First Portuguese Soccer Team, che anche allenò e di cui fu anche il general manager In Canada lavorò presso il Clarke Institute of Psychiatry. Si sposò con Manuela, di cui è poi in seguito rimasto vedovo, da cui ebbe due figli, Fernando e Ann.

## Carriera
In patria, con il ruolo di portiere, milita in vari club, come l'Oriental Lisbona, il Vitória Setúbal, il Benfica ed il Montijo.
Nel 1958 si trasferisce in Canada, ove gioca nel Polish White Eagles e poi nel Toronto Hellas, club nel quale rivestirà l'incarico di allenatore-giocatore.
Nel 1965 è a Vancouver per allenare il Vancouver Lusitano. L'anno seguente torna a Toronto per allenare il Portuguese Utd.
Nel 1968 è tra i fondatori del First Portuguese, che allenerà e porterà alla vittoria della National Soccer League 1969.
Nel corso della stagione 1972, sostituisce Graham Leggat alla guida dei Toronto Metros di cui era stato sino a quel momento assistente.
Rimarrà alla guida dei Metros sino al termine del campionato 1974, raggiungendo come miglior risultato le semifinali nella North American Soccer League 1973, perse contro i futuri campioni dei Philadelphia Atoms.
Dal 1975 al 1976 ha anche allenato la selezione della Ontario Soccer Association.
Nella National Soccer League 1976 allena il Toronto Italia, venendo esonerato e sostituito dall'italiano Fiorigi Pagliuso.
La stagione seguente torna al First Portuguese, chiudendo il torneo al quinto posto finale.
Nella stagione 1980 vince la NSL alla guida dei Panhellenic Olympics la NSL.

## Palmarès
- National Soccer League: 2

First Portuguese: 1969
Panhellenic Olympics: 1980